# Microsoft FrontPage
Microsoft FrontPage（マイクロソフト フロントページ）は、かつてマイクロソフトが販売していたWindows向けWebオーサリングツールである。後継のツールは、Microsoft Expression WebおよびMicrosoft SharePoint Designerである。

## 概要
かつてVermeer Technologies社が開発し販売していた「Vermeer FrontPage」をその起源とする。マイクロソフトによる同社の買収以後は現在の名称に改称し、様々なWeb技術の要素を追加して今日に至っている。初期のバージョンはマイクロソフト社が販売していたWindows NTのサーバー版にオプションとして添付されていた。
この分野はプロフェッショナル向けではAdobe Dreamweaver、アマチュア向けではIBMホームページビルダーが高いシェアを維持しており、FrontPageユーザーはあまり多くなかった。
しかしながら、Microsoft Officeシリーズと共通の操作性を持ち、連携が可能なことは利点であった。また、強力なリンク管理やレポート作成機能を備えるほか、段階的にCSSやXMLへの対応も進めていた。

### Microsoft FrontPage 2000
Microsoft Officeのパッケージ版では最上位に当たる「プレミアム」または「デベロッパー」及び単体で発売されていた。FrontPage 98（Expressも含む）に比べ、スタイルシート対応やASP、Java、WYSIWYG環境への対応などが図られた。なお、現行のWindows XP環境で動作すると一部不具合が生じる可能性がある。また、このバージョンで管理画面とエディタ画面がそれぞれ統合された為、後述のFrontPage Express（エディタのみの配布）は廃止された。

### Microsoft FrontPage 2002
Microsoft Officeのパッケージ版では最上位にあたる「デベロッパー」（プレミアムはOffice 2000で廃止された為、XPには存在しない）及び期間限定パッケージそして単体パッケージで入手ができる。FrontPage 2000に比べてフォルダ一覧での管理方法の変更やFTP機能の追加、スタイルシート等の対応強化が施された。なお、FrontPage 2002ではPNG形式の画像ファイルを取り扱えないこと等、制約も何点かある。Officeファミリーの一環ではあるが家庭内での使用など、ホームユースでの利用も推奨するデザイン及び販促がなされた。

### Microsoft FrontPage 2003
Microsoft Officeのパッケージ版には収録されず、別途単体パッケージを購入する必要があった。FrontPage 2003では家庭内での利用よりもビジネスでの利用を推薦するような体制を取ったことや、マイクロソフトが他のOfficeファミリー製品よりも積極的に販売促進活動を行わなかったこともあり、あまり目立たないものとなった。しかしながら、その一方で大幅な機能強化及び新機能が追加された。具体的に見れば、
- ソースコードのうち不必要とされるタグの自動削除及び訂正機能
- XMLデータの本格的な取り扱いが可能になった
- Windows SharePoint Serviceと連携して効率よいWeb開発を可能にしたこと
- ダイナミックWebテンプレート
- アクセシビリティに関する確認機能の搭載
- ビベイビア、レイヤー機能による自由配置の強化

等が挙げられる。これらの機能は発売される以前からIBMホームページ・ビルダーやAdobe Dreamweaver等で既に搭載されていたが、FrontPageもそれに追従される形でようやくプロユースでも持ちこたえられるまでに機能強化が施された。Windows XPと同日の2014年4月8日を以てサポート期間が終了した。

### FrontPage Express
Windows 98に搭載されている「FrontPage Express」は FrontPage 98の機能の中でサイト管理プログラムを取り除いた簡易バージョンのFrontPageである。バージョンこそ古いものの、標準で簡単なウェブサイト制作ができる事や、無料で利用できる事などから一部の利用者からは絶賛されている。ただし、ソースコードに独特な記述をしたり、また別のウェブサイト制作ソフトで作成されたファイルなどを編集しようとすると、勝手に妙な改変を加えてしまうなどの変な特性がある為、凝ったWebページを作成するのにはあまり向いていない。
なお、FrontPage 2000からはウェブサイト制作とサイト管理の両プログラムが一元的になったため、FrontPage Expressの配布は無くなった。

### Microsoft Expression Web／Microsoft SharePoint Designer
次バージョンのうち、Microsoft Office 2007の各種エディションにはMicrosoft SharePoint Designerが搭載され、Webクリエーター向けにはMicrosoft Expression Webと改題されて販売された。